# Lista siturilor arheologice din județul Timiș
Lista siturilor arheologice din județul Timiș conține toate siturile arheologice din județul Timiș înscrise în Repertoriul Arheologic Național (RAN). RAN este administrat de Ministerul Culturii și Patrimoniului Național și cuprinde date științifice, cartografice, topografice, imagini și planuri, precum și orice alte informații privitoare la zonele cu potențial arheologic, studiate sau nu, încă existente sau dispărute.
Datorită numărului mare de situri, această listă a fost împărțită după localitatea în care se află situl. Dacă știți localitatea (satul sau orașul) în care se află situl, alegeți localitatea din lista din această pagină. Dacă nu știți localitatea, puteți căuta un sit din județ folosind formularul de mai jos.
| A ↑ A B C D E F G H I Î J K L M N O P Q R S Ș T Ț U V W X Y Z ↓ | A ↑ A B C D E F G H I Î J K L M N O P Q R S Ș T Ț U V W X Y Z ↓ | A ↑ A B C D E F G H I Î J K L M N O P Q R S Ș T Ț U V W X Y Z ↓ | A ↑ A B C D E F G H I Î J K L M N O P Q R S Ș T Ț U V W X Y Z ↓ | A ↑ A B C D E F G H I Î J K L M N O P Q R S Ș T Ț U V W X Y Z ↓ | A ↑ A B C D E F G H I Î J K L M N O P Q R S Ș T Ț U V W X Y Z ↓ | A ↑ A B C D E F G H I Î J K L M N O P Q R S Ș T Ț U V W X Y Z ↓ | A ↑ A B C D E F G H I Î J K L M N O P Q R S Ș T Ț U V W X Y Z ↓ | A ↑ A B C D E F G H I Î J K L M N O P Q R S Ș T Ț U V W X Y Z ↓ | A ↑ A B C D E F G H I Î J K L M N O P Q R S Ș T Ț U V W X Y Z ↓ |
| --------------------------------------------------------------- | --------------------------------------------------------------- | --------------------------------------------------------------- | --------------------------------------------------------------- | --------------------------------------------------------------- | --------------------------------------------------------------- | --------------------------------------------------------------- | --------------------------------------------------------------- | --------------------------------------------------------------- | --------------------------------------------------------------- |
| Alioș                                                           |                                                                 |                                                                 |                                                                 |                                                                 |                                                                 |                                                                 |                                                                 |                                                                 |                                                                 |
| B ↑ A B C D E F G H I Î J K L M N O P Q R S Ș T Ț U V W X Y Z ↓ |                                                                 |                                                                 |                                                                 |                                                                 |                                                                 |                                                                 |                                                                 |                                                                 |                                                                 |
| Bacova                                                          | Banloc                                                          | Bazoșu Nou                                                      | Beba Veche                                                      | Becicherecu Mic                                                 |                                                                 |                                                                 |                                                                 |                                                                 |                                                                 |
| Begheiu Mic                                                     | Bencecu de Jos                                                  | Beregsău Mare                                                   | Beregsău Mic                                                    | Biled                                                           |                                                                 |                                                                 |                                                                 |                                                                 |                                                                 |
| Birda                                                           | Blajova                                                         | Bobda                                                           | Bodo                                                            | Boldur                                                          |                                                                 |                                                                 |                                                                 |                                                                 |                                                                 |
| Brestovăț                                                       | Bucovăț                                                         | Bulgăruș                                                        | Bulza                                                           | Butin                                                           |                                                                 |                                                                 |                                                                 |                                                                 |                                                                 |
| Buzad                                                           | Buziaș                                                          |                                                                 |                                                                 |                                                                 |                                                                 |                                                                 |                                                                 |                                                                 |                                                                 |
| C ↑ A B C D E F G H I Î J K L M N O P Q R S Ș T Ț U V W X Y Z ↓ |                                                                 |                                                                 |                                                                 |                                                                 |                                                                 |                                                                 |                                                                 |                                                                 |                                                                 |
| Cadar                                                           | Carani                                                          | Călacea                                                         | Cărpiniș                                                        | Cenad                                                           |                                                                 |                                                                 |                                                                 |                                                                 |                                                                 |
| Cenei                                                           | Cerna                                                           | Cerneteaz                                                       | Checea                                                          | Checheș                                                         |                                                                 |                                                                 |                                                                 |                                                                 |                                                                 |
| Cheglevici                                                      | Chișoda                                                         | Chizătău                                                        | Ciacova                                                         | Cireșu                                                          |                                                                 |                                                                 |                                                                 |                                                                 |                                                                 |
| Cladova                                                         | Comloșu Mare                                                    | Comloșu Mic                                                     | Cornești                                                        | Coșava                                                          |                                                                 |                                                                 |                                                                 |                                                                 |                                                                 |
| Coșteiu                                                         | Cralovăț                                                        | Criciova                                                        | Crivina de Sus                                                  | Cruceni                                                         |                                                                 |                                                                 |                                                                 |                                                                 |                                                                 |
| Curtea                                                          | Cutina                                                          |                                                                 |                                                                 |                                                                 |                                                                 |                                                                 |                                                                 |                                                                 |                                                                 |
| D ↑ A B C D E F G H I Î J K L M N O P Q R S Ș T Ț U V W X Y Z ↓ |                                                                 |                                                                 |                                                                 |                                                                 |                                                                 |                                                                 |                                                                 |                                                                 |                                                                 |
| Darova                                                          | Dejan                                                           | Denta                                                           | Deta                                                            | Diniaș                                                          |                                                                 |                                                                 |                                                                 |                                                                 |                                                                 |
| Dragomirești                                                    | Dragșina                                                        | Dubești                                                         | Duboz                                                           | Dudeștii Noi                                                    |                                                                 |                                                                 |                                                                 |                                                                 |                                                                 |
| Dudeștii Vechi                                                  | Dumbrava                                                        | Dumbrăvița                                                      |                                                                 |                                                                 |                                                                 |                                                                 |                                                                 |                                                                 |                                                                 |
| F ↑ A B C D E F G H I Î J K L M N O P Q R S Ș T Ț U V W X Y Z ↓ |                                                                 |                                                                 |                                                                 |                                                                 |                                                                 |                                                                 |                                                                 |                                                                 |                                                                 |
| Fădimac                                                         | Făget                                                           | Fibiș                                                           | Ficătar                                                         | Foeni                                                           |                                                                 |                                                                 |                                                                 |                                                                 |                                                                 |
| Folea                                                           |                                                                 |                                                                 |                                                                 |                                                                 |                                                                 |                                                                 |                                                                 |                                                                 |                                                                 |
| G ↑ A B C D E F G H I Î J K L M N O P Q R S Ș T Ț U V W X Y Z ↓ |                                                                 |                                                                 |                                                                 |                                                                 |                                                                 |                                                                 |                                                                 |                                                                 |                                                                 |
| Gad                                                             | Gavojdia                                                        | Gătaia                                                          | Gelu                                                            | Gherman                                                         |                                                                 |                                                                 |                                                                 |                                                                 |                                                                 |
| Ghilad                                                          | Ghiroda                                                         | Giarmata                                                        | Giroc                                                           | Giulvăz                                                         |                                                                 |                                                                 |                                                                 |                                                                 |                                                                 |
| Gladna Română                                                   | Gottlob                                                         | Grabaț                                                          | Grănicerii                                                      | Groși                                                           |                                                                 |                                                                 |                                                                 |                                                                 |                                                                 |
| H ↑ A B C D E F G H I Î J K L M N O P Q R S Ș T Ț U V W X Y Z ↓ |                                                                 |                                                                 |                                                                 |                                                                 |                                                                 |                                                                 |                                                                 |                                                                 |                                                                 |
| Herendești                                                      | Herneacova                                                      | Hitiaș                                                          | Hodoni                                                          | Hodoș                                                           |                                                                 |                                                                 |                                                                 |                                                                 |                                                                 |
| Homojdia                                                        | Honorici                                                        |                                                                 |                                                                 |                                                                 |                                                                 |                                                                 |                                                                 |                                                                 |                                                                 |
| I ↑ A B C D E F G H I Î J K L M N O P Q R S Ș T Ț U V W X Y Z ↓ |                                                                 |                                                                 |                                                                 |                                                                 |                                                                 |                                                                 |                                                                 |                                                                 |                                                                 |
| Ianova                                                          | Icloda                                                          | Ictar-Budinți                                                   | Iecea Mare                                                      | Iecea Mică                                                      |                                                                 |                                                                 |                                                                 |                                                                 |                                                                 |
| Ierșnic                                                         | Igriș                                                           | Iohanisfeld                                                     | Iosif                                                           | Ivanda                                                          |                                                                 |                                                                 |                                                                 |                                                                 |                                                                 |
| Izvin                                                           |                                                                 |                                                                 |                                                                 |                                                                 |                                                                 |                                                                 |                                                                 |                                                                 |                                                                 |
| J ↑ A B C D E F G H I Î J K L M N O P Q R S Ș T Ț U V W X Y Z ↓ |                                                                 |                                                                 |                                                                 |                                                                 |                                                                 |                                                                 |                                                                 |                                                                 |                                                                 |
| Jabăr                                                           | Jamu Mare                                                       | Jdioara                                                         | Jebel                                                           | Jimbolia                                                        |                                                                 |                                                                 |                                                                 |                                                                 |                                                                 |
| Jupani                                                          |                                                                 |                                                                 |                                                                 |                                                                 |                                                                 |                                                                 |                                                                 |                                                                 |                                                                 |
| L ↑ A B C D E F G H I Î J K L M N O P Q R S Ș T Ț U V W X Y Z ↓ |                                                                 |                                                                 |                                                                 |                                                                 |                                                                 |                                                                 |                                                                 |                                                                 |                                                                 |
| Leucușești                                                      | Liebling                                                        | Livezile                                                        | Lovrin                                                          | Lucareț                                                         |                                                                 |                                                                 |                                                                 |                                                                 |                                                                 |
| Lugoj                                                           | Luncanii de Sus                                                 | Lunga                                                           |                                                                 |                                                                 |                                                                 |                                                                 |                                                                 |                                                                 |                                                                 |
| M ↑ A B C D E F G H I Î J K L M N O P Q R S Ș T Ț U V W X Y Z ↓ |                                                                 |                                                                 |                                                                 |                                                                 |                                                                 |                                                                 |                                                                 |                                                                 |                                                                 |
| Macedonia                                                       | Margina                                                         | Mașloc                                                          | Măguri                                                          | Mănăștiur                                                       |                                                                 |                                                                 |                                                                 |                                                                 |                                                                 |
| Moravița                                                        | Moșnița Nouă                                                    | Moșnița Veche                                                   |                                                                 |                                                                 |                                                                 |                                                                 |                                                                 |                                                                 |                                                                 |
| N ↑ A B C D E F G H I Î J K L M N O P Q R S Ș T Ț U V W X Y Z ↓ |                                                                 |                                                                 |                                                                 |                                                                 |                                                                 |                                                                 |                                                                 |                                                                 |                                                                 |
| Nădaș                                                           | Nădrag                                                          | Nerău                                                           |                                                                 |                                                                 |                                                                 |                                                                 |                                                                 |                                                                 |                                                                 |
| O ↑ A B C D E F G H I Î J K L M N O P Q R S Ș T Ț U V W X Y Z ↓ |                                                                 |                                                                 |                                                                 |                                                                 |                                                                 |                                                                 |                                                                 |                                                                 |                                                                 |
| Ofsenița                                                        | Ohaba-Forgaci                                                   | Ohaba Lungă                                                     | Oloșag                                                          | Opatița                                                         |                                                                 |                                                                 |                                                                 |                                                                 |                                                                 |
| Orțișoara                                                       |                                                                 |                                                                 |                                                                 |                                                                 |                                                                 |                                                                 |                                                                 |                                                                 |                                                                 |
| P ↑ A B C D E F G H I Î J K L M N O P Q R S Ș T Ț U V W X Y Z ↓ |                                                                 |                                                                 |                                                                 |                                                                 |                                                                 |                                                                 |                                                                 |                                                                 |                                                                 |
| Partoș                                                          | Parța                                                           | Pădureni                                                        | Peciu Nou                                                       | Periam                                                          |                                                                 |                                                                 |                                                                 |                                                                 |                                                                 |
| Pesac                                                           | Petroasa Mare                                                   | Pietroasa                                                       | Pișchia                                                         | Pordeanu                                                        |                                                                 |                                                                 |                                                                 |                                                                 |                                                                 |
| Pustiniș                                                        |                                                                 |                                                                 |                                                                 |                                                                 |                                                                 |                                                                 |                                                                 |                                                                 |                                                                 |
| R ↑ A B C D E F G H I Î J K L M N O P Q R S Ș T Ț U V W X Y Z ↓ |                                                                 |                                                                 |                                                                 |                                                                 |                                                                 |                                                                 |                                                                 |                                                                 |                                                                 |
| Recaș                                                           | Remetea Mare                                                    | Românești                                                       | Rudna                                                           |                                                                 |                                                                 |                                                                 |                                                                 |                                                                 |                                                                 |
| S ↑ A B C D E F G H I Î J K L M N O P Q R S Ș T Ț U V W X Y Z ↓ |                                                                 |                                                                 |                                                                 |                                                                 |                                                                 |                                                                 |                                                                 |                                                                 |                                                                 |
| Sacoșu Mare                                                     | Sacoșu Turcesc                                                  | Saravale                                                        | Satchinez                                                       | Săcălaz                                                         |                                                                 |                                                                 |                                                                 |                                                                 |                                                                 |
| Sălbăgel                                                        | Sărăzani                                                        | Sânandrei                                                       | Sânmartinu Sârbesc                                              | Sânmihaiu Român                                                 |                                                                 |                                                                 |                                                                 |                                                                 |                                                                 |
| Sânnicolau Mare                                                 | Sânpetru Mare                                                   | Sârbova                                                         | Seceani                                                         | Silagiu                                                         |                                                                 |                                                                 |                                                                 |                                                                 |                                                                 |
| Stamora Germană                                                 | Stamora Română                                                  | Stanciova                                                       | Surducu Mic                                                     | Susani                                                          |                                                                 |                                                                 |                                                                 |                                                                 |                                                                 |
| Suștra                                                          |                                                                 |                                                                 |                                                                 |                                                                 |                                                                 |                                                                 |                                                                 |                                                                 |                                                                 |
| Ș ↑ A B C D E F G H I Î J K L M N O P Q R S Ș T Ț U V W X Y Z ↓ |                                                                 |                                                                 |                                                                 |                                                                 |                                                                 |                                                                 |                                                                 |                                                                 |                                                                 |
| Șag                                                             | Șandra                                                          | Șemlacu Mare                                                    | Șemlacu Mic                                                     | Șipet                                                           |                                                                 |                                                                 |                                                                 |                                                                 |                                                                 |
| Știuca                                                          |                                                                 |                                                                 |                                                                 |                                                                 |                                                                 |                                                                 |                                                                 |                                                                 |                                                                 |
| T ↑ A B C D E F G H I Î J K L M N O P Q R S Ș T Ț U V W X Y Z ↓ |                                                                 |                                                                 |                                                                 |                                                                 |                                                                 |                                                                 |                                                                 |                                                                 |                                                                 |
| Tapia                                                           | Târgoviște                                                      | Teremia Mare                                                    | Teremia Mică                                                    | Timișoara                                                       |                                                                 |                                                                 |                                                                 |                                                                 |                                                                 |
| Toager                                                          | Tomești                                                         | Tomnatic                                                        | Topolovățu Mare                                                 |                                                                 |                                                                 |                                                                 |                                                                 |                                                                 |                                                                 |
| U ↑ A B C D E F G H I Î J K L M N O P Q R S Ș T Ț U V W X Y Z ↓ |                                                                 |                                                                 |                                                                 |                                                                 |                                                                 |                                                                 |                                                                 |                                                                 |                                                                 |
| Uivar                                                           | Uliuc                                                           | Unip                                                            |                                                                 |                                                                 |                                                                 |                                                                 |                                                                 |                                                                 |                                                                 |
| V ↑ A B C D E F G H I Î J K L M N O P Q R S Ș T Ț U V W X Y Z ↓ |                                                                 |                                                                 |                                                                 |                                                                 |                                                                 |                                                                 |                                                                 |                                                                 |                                                                 |
| Variaș                                                          | Vâlcani                                                         | Victor Vlad Delamarina                                          | Visag                                                           | Vizejdia                                                        |                                                                 |                                                                 |                                                                 |                                                                 |                                                                 |
| Vizma                                                           | Voiteg                                                          |                                                                 |                                                                 |                                                                 |                                                                 |                                                                 |                                                                 |                                                                 |                                                                 |